# Баринага, Сабино
Сабино Баринага Альберди (исп. Sabino Barinaga Alberdi; 15 августа 1922 года, Дуранго, Испания — 19 марта 1988 года, Мадрид) — испанский футболист, нападающий. Известен по выступлениям за мадридский «Реал». После завершения карьеры футболиста тренировал ряд известных испанских клубов.

## Клубная карьера
Родившись в Испании Баринага, из-за начавшейся гражданской войны, в подростковом возрасте эмигрировал в Англию, где учился футболу в молодёжной команде клуба «Саутгемптон». После окончания гражданской войны, он вернулся в Испанию, где стал выступать за «Реал Мадрид», за который играл на протяжении 11 сезонов, и дважды вместе с командой завоёвывал кубок Испании. В 1950 году Баринага перешёл в «Реал Сосьедад», за которую играл на протяжении следующих 3 сезонов. Завершил карьеру игрока в 1954 году в «Бетисе».

## Тренерская карьера
После окончания карьеры футболиста Баринага стал тренером в клубе, в котором провёл последний сезон, в «Бетисе», затем тренировал ряд известных испанских клубов, среди которых «Севилья», «Валенсия» и «Атлетико Мадрид», но особых успехов нигде не добивался. На протяжении 25 лет тренерской карьеры в основном работал в Испании, но так же непродолжительное время тренировал мексиканскую «Америку» и сборную Марокко. Последним клубом в котором работал Баринага, стал в 1978 году клуб «Реал Овьедо».

## Достижения
- Обладатель Кубка Испании (2): 1945/46, 1946/47
- Обладатель Кубка Эвы Дуарте: 1947